# Serrat Molar
El Serrat Molar és un serrat del terme municipal de Sant Esteve de la Sarga, del Pallars Jussà. Aquesta serra separa les valls del barranc de la Clua, amb els pobles de la Clua, la Torre d'Amargós i Castellnou de Montsec i del barranc Gros, que ara és despoblat, però en el tram final del qual hi havia el poble de Mont-rebei.
És una serra orientada de ponent a llevant, i va pujant gradualment en aquesta direcció. A l'extrem de ponent troba l'aiguabarreig dels dos barrancs que separa, i a l'extrem de llevant, enllaça amb la serra on està situada la Torre d'Amargós, el Serrat del Dogat.
Actualment no conté cap nucli de població ni cap masia aïllada, però a la seva part occidental conté restes de masies que pertanyien a Mont-rebei.